# 그랜드라인 엔터테인먼트
그랜드라인 엔터테인먼트(영어: Grandline Entertainment)는 2010년 5월에 웜맨이 창립한 기획사 및 음반사이다.

## 과거 소속 음악가
- 감자
- 015B
- 크루셜 스타
- DJ 돕쉬
- 케이준
- 제이키드먼
- 테이크원
- DJ 이거
- 옐라 다이아몬드
- 희승
- 체스카
- 보이원더
- 플레인
- 크라이베이비
- 남수림